# Església de Sant Miquel (Castelló de la Plana)
L'Església de Sant Miquel, situada al carrer d'Enmig de Castelló de la Plana, a la comarca de la Plana Alta, actualment reconvertida en Sala d'exposicions, és un edifici catalogat, de manera genèrica, com Bé de Rellevància Local, segons la Disposició Addicional Cinquena de la Llei 5/2007, de 9 de febrer, de la Generalitat, de modificació de la Llei 4/1998, d'11 de juny, del Patrimoni Cultural Valencià (DOCV Núm. 5.449 / 13/02/2007), amb codi: 12.05.040-012.
Es tracta d'un petit edifici datat del segle xviii (erigit pel bisbe de Barcelona Josep Climent l'any 1793), amb planta de nau única, cor alt als peus de la planta i pobra decoració barroca del seu interior, entre la qual destaca l'altar Major, de l'escola d'Espinosa.
En l'actualitat s'utilitza com a sala d'exposicions sobre temes diversos, des de la història a l'etnografia.